# Dénominations de la guerre de Sécession
Pour un article plus général, voir Guerre de Sécession.

Progression de la guerre (1860-1870), en bleu foncé, les États de l'Union, en bleu clair les territoires de l'Union, en noir les États confédérés et en gris les territoires de la Confédération.

La guerre de Sécession (1861-1865) est connue sous plusieurs noms qui dépendent du contexte politique, historique, linguistique et culturel.
Les auteurs français ou de langue autre que l'anglais utilisent généralement le terme guerre de Sécession. Dans la littérature anglophone, depuis le début du XXe siècle, on emploie le terme Civil War (en français : « guerre civile »), ou parfois American Civil War (en français : « guerre civile américaine ») s'il faut la distinguer d'autres guerres civiles. Pendant la guerre et immédiatement après, les Unionistes utilisaient le terme War of the Rebellion (en français : « guerre de la rébellion »), et les sudistes l'expression équivalente témoignant d'un point de vue opposé, War for Southern Independence (en français : « guerre d'Indépendance du Sud »). Cette dernière forme revint temporairement à la mode à la fin du XXe siècle avant de retomber en désuétude. Bien que peu employée durant le conflit, l'expression War Between the States (en français : « guerre entre les États ») s'est répandue dans le Sud à la fin de la guerre. D'autres termes beaucoup plus connotés sont parfois employés : War of Northern Aggression (en français : « guerre d'agression nordiste »), par certains sudistes, ou Freedom War (en français : « guerre de la Liberté »), par leurs voisins noirs pour rappeler le rôle qu'a joué cette guerre dans l'abolition de l'esclavage. En chinois et japonais, ainsi que des langues coréenne, la guerre est appelée guerre Nord-Sud (南北戦争, Nanboku senso) (chinois simplifié : 南北战争 ; chinois traditionnel : 南北戰爭 ; pinyin : Nanbei zhànzhēng) et guerre du Nord-Sud américaine (en coréen : 미국남북전쟁)
Les batailles portent parfois un nom différent dans les deux camps (première bataille de Bull Run/première bataille de Manassas) : les armées du Nord les désignaient souvent par le nom d'un cours d'eau voisin tandis que les sudistes utilisaient le nom de la ville la plus proche.

## Noms usuels

### Guerre civile
Aux États-Unis, le terme guerre civile (en anglais : Civil War) est le plus utilisé : il est employé dans la grande majorité des ouvrages de référence, des revues savantes, des dictionnaires, des encyclopédies, des histoires populaires et des mass media depuis le début du XXe siècle. Le National Park Service, agence fédérale chargée par le Congrès américain de gérer les parcs nationaux, utilise ce terme. C'est également le terme le plus ancien utilisé pour qualifier le conflit : des acteurs de premier plan comme Jefferson Davis, Robert Lee, Ulysse Grant, William Tecumseh Sherman, Pierre Beauregard, Nathan Bedford Forrest, et Judah P. Benjamin utilisent le terme de « guerre civile » avant et pendant ce conflit. Abraham Lincoln l'utilise en de nombreuses occasions,,. En 1862, la Cour suprême des États-Unis utilise l'expression « la présente guerre civile entre les États-Unis et les soi-disant États confédérés », ainsi que « la guerre civile qui fait rage actuellement entre les États du Nord et du Sud »,.
Les historiens anglophones en dehors des États-Unis utilisent le terme de guerre civile américaine (par exemple, American Civil War sur wikipedia anglophone), ou parfois U.S. Civil War. Ces variantes sont aussi employées par les historiens américains si le contexte peut porter à confusion, par exemple, avec les guerres civiles d'Angleterre, d'Irlande ou d'Espagne.

### Guerre entre les États

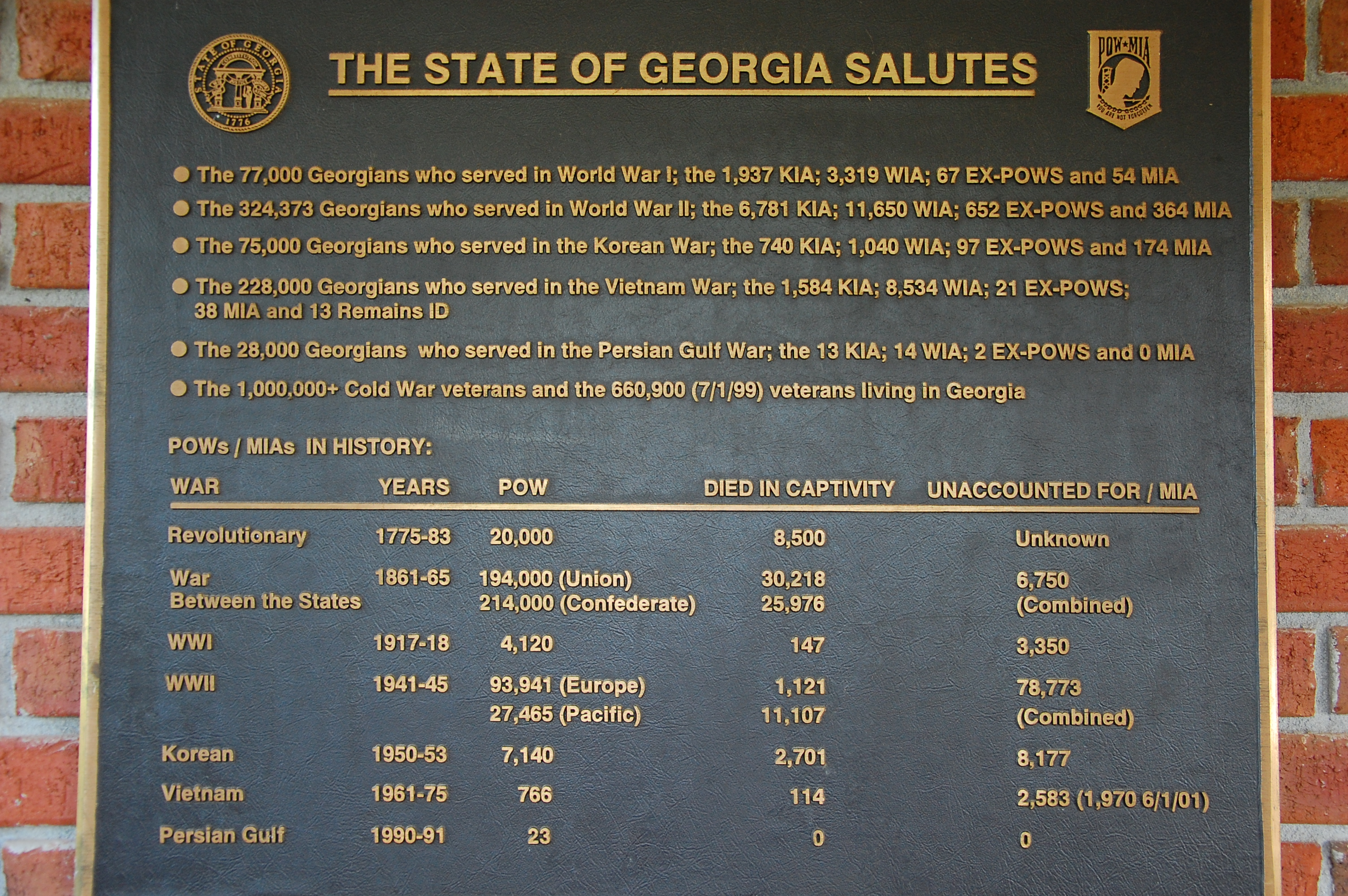
Plaque commémorative de Géorgie utilisant l'expression War Between the States

Le terme « guerre entre les États » (en anglais : War Between the States) était rarement utilisé pendant la guerre, mais le fut ensuite dans le Sud afin de perpétuer l'interprétation sudiste de la guerre.
Le gouvernement confédéral évitait d'employer le terme « guerre civile » et préférait utiliser l'expression « guerre entre les États confédérés d'Amérique et les États-Unis d'Amérique »,.
Il existe quelques références connues à l'usage, pendant la guerre même, du terme « guerre entre les États ».
Les diplomaties européennes utilisaient des formules similaires pour éviter le terme « guerre civile ». La reine Victoria affirma la neutralité britannique en faisant référence aux « hostilités [...] entre le gouvernement des États-Unis et certains États qui se font appeler les États confédérés d'Amérique » ,.
Franklin Delano Roosevelt a fait référence à la guerre comme « une guerre de quatre ans entre les États ». Des mentions de la « guerre entre les États » figurent occasionnellement dans des documents de tribunaux fédéraux ou d'État.
Les expressions « guerre civile » et « guerre entre les États » ont été utilisées conjointement dans certaines manifestations officielles. Par exemple, pour marquer le centenaire de la guerre dans les années 1960, la Géorgie a créé la Georgia Civil War Centennial Commission Commemorating the War Between the States (en français : « Commission géorgienne du centenaire de la guerre civile, chargée de commémorer la guerre entre les États »).
En 1994, la poste américaine a émis un timbre commémoratif intitulé « la guerre civile / la guerre entre les États ».

### Guerre de Sécession
Bien qu'officiellement neutres dans le conflit, la France et le Royaume-Uni étaient de facto sympathisants du Sud, dont le coton alimentait les filatures. C'est sans doute pourquoi le terme « guerre de Sécession » s'est imposé.
Le terme « guerre de Sécession » (en anglais : War of Secession) est parfois utilisé dans le Sud des États-Unis au lieu de « Guerre civile ». Dans la plupart des langues européennes, on fait référence à cette guerre par la traduction littérale de « guerre de Sécession » (Guerra di secessione en italien, Guerra de Secesión en espagnol, Guerra de Secessão en portugais). Ce terme est aussi utilisé en Europe centrale et orientale : par exemple, Sezessionskrieg est couramment utilisé en allemand et Wojna secesyjna est exclusivement utilisé en polonais.

## Autres noms
D'autres noms ont été utilisés par les auteurs anglophones afin d'exprimer un point de vue partisan sur le conflit.

### Guerre de Rébellion
Pendant la guerre et immédiatement après, les autorités américaines et les écrivains favorables à l'Union utilisaient le terme « rebelles » pour désigner les Confédérés. Les premiers documents publiés dans le Nord mentionnent les termes « la Grande Rébellion » ou la « guerre de Rébellion ».
Les archives officielles des États-Unis parlent aussi de cette guerre comme de la « Guerre de rébellion ». Les 127 volumes d'archives compilés par le département de la Guerre des États-Unis portent le titre The War of the Rebellion: a Compilation of the Official Records of the Union and Confederate Armies (en français : « La Guerre de rébellion : recueil des archives officielles des armées de l'Union et de la Confédération »), publiés entre 1881 et 1901. Ces archives sont connues par les historiens sous le nom d'Official Records.

### Guerre d'indépendance du Sud
« Guerre d'indépendance du Sud » (en anglais : War for Southern Independence) est le terme utilisé par de nombreux sudistes. Bien que populaire dans les États confédérés pendant la guerre, l'expression devint moins populaire après la défaite sudiste. L'expression a été reprise à la fin du XXe siècle. Elle vise à établir un parallèle avec la guerre d'indépendance des États-Unis. Dans son prologue, un poème populaire publié au début des hostilités (South Carolina) leur donnait le nom de troisième guerre d'indépendance (la guerre anglo-américaine de 1812 étant considérée comme la deuxième guerre d'indépendance).

### Guerre pour l'Union
Certains nordistes utilisèrent le terme « guerre pour l'Union » (en anglais : War for the Union), titre d'une conférence donnée en décembre 1861 par le leader abolitionniste Wendell Phillips et d'une histoire en quatre volumes d'Allan Nevins publiée au milieu du XXe siècle.

### Seconde Révolution américaine
En 1920, l'historien Charles A. Beard utilise le terme de « Seconde Révolution américaine » pour insister sur les changements apportés par la victoire nordiste. Ce terme est toujours utilisé par l'ONG Sons of Confederate Veterans (en) dans l'intention de démontrer la profondeur de la cause sudiste.

### Guerre d'agression nordiste/sudiste
La « guerre d'agression nordiste » (en anglais : War of Northern Aggression) est le terme utilisé par ceux qui estiment que l'Union (le Nord) était l'agresseur dans ce conflit.
En réaction contre cet usage, les historiens défenseurs du Nord ont proposé « guerre d'agression sudiste », rappelant que les troupes sudistes ont bombardé Fort Sumter avant la déclaration de guerre,,.

### Divers
D'autres noms ont été ou sont utilisés pour désigner ce conflit : la « guerre de la Confédération », la « guerre de M. Lincoln », la « guerre de M. Davis », la « guerre contre l'esclavage », la « guerre anti-esclavage » et la « guerre abolitionniste » . Les termes « les derniers désagréments » (en anglais : The Late Unpleasantness)  ou « les récents désagréments » (en anglais : The Recent Unpleasantness) , sont parfois utilisés par euphémisme.

## Nom des batailles
| Exemples de batailles portant deux noms, | Exemples de batailles portant deux noms, | Exemples de batailles portant deux noms, |
| Date                                     | Nom sudiste                              | Nom nordiste                             |
| ---------------------------------------- | ---------------------------------------- | ---------------------------------------- |
| 21 juillet 1861                          | première bataille de Manassas            | première bataille de Bull Run            |
| 10 août 1861                             | Oak Hills                                | Wilson's Creek                           |
| 7-8 mars 1862                            | Elkhorn Tavern                           | Pea Ridge                                |
| 6-7 avril 1862                           | Shiloh                                   | Pittsburg Landing                        |
| 31 mai-1er juin 1862                     | Seven Pines                              | Fair Oaks                                |
| 26 juin 1862                             | Mechanicsville                           | Beaver Dam Creek (en)                    |
| 27 juin 1862                             | Gaines's Mill                            | Chickahominy River                       |
| 1er septembre 1862                       | Ox Hill                                  | Chantilly                                |

Les batailles portent parfois deux noms. Les nordistes utilisaient le nom du cours d'eau le plus proche ou d'un point géographique particulier. Les sudistes utilisaient le nom de la ville ou du point de repère artificiel le plus proche. Les historiens modernes utilisent en général le nom nordiste. Le National Park Service utilise toutefois le nom sudiste pour certains champs de bataille du Sud. Souvent le nom retenu est le nom donné par le vainqueur de la bataille.
Tout comme Daniel Harvey Hill, l'historien Shelby Foote pense que les nordistes, principalement urbains, voyaient dans les cours d'eau un point remarquable, tandis que les nombreux sudistes vivant à la campagne voyaient dans les villes des points remarquables,.

### Nom des armées
De même, les armées de l'Union portaient le nom d'un cours d'eau (Armée du Potomac, par exemple), et les armées sudistes, celui d'un État ou d'une région (Armée de Virginie du Nord). Certains noms étaient utilisés par les deux camps. Par exemple, le Tennessee étant non seulement un affluent du Mississippi mais aussi un État, une armée de l'Union et une armée confédérée portèrent le nom d'armée du Tennessee.